# 1. Violinkonzert (Bruch)

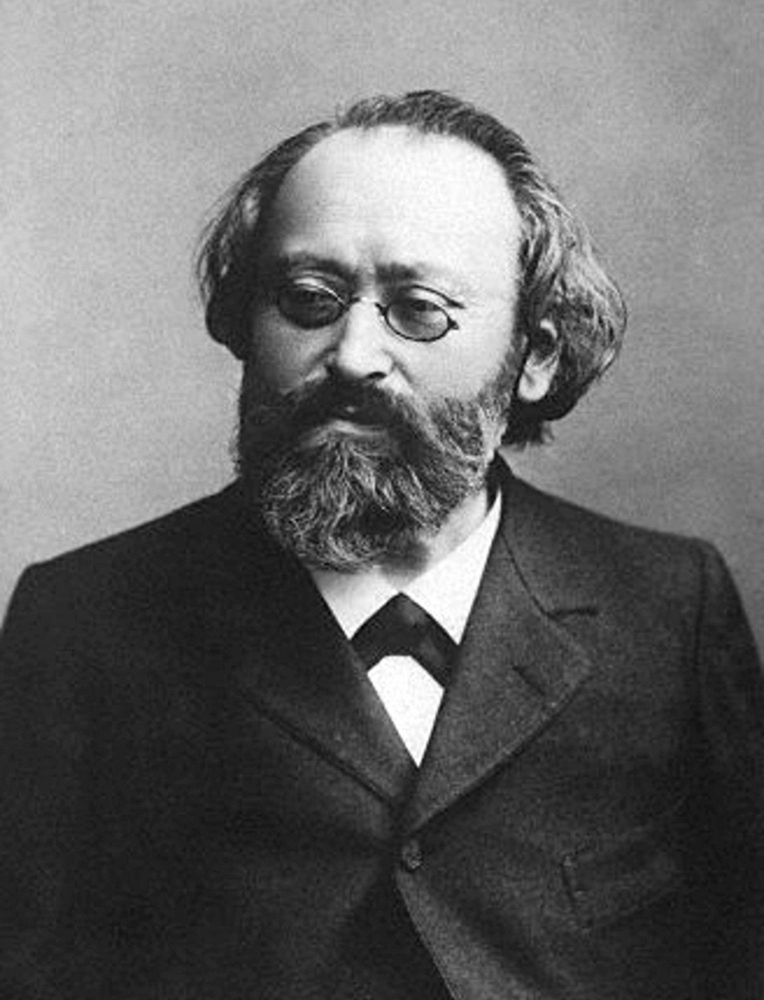
Max Bruch; Photographie von 1913

Das  1. Violinkonzert in g-Moll, op. 26 ist ein Violinkonzert des Komponisten und Dirigenten Max Bruch. Es gilt als Violinkonzert von Weltrang und ist eines der wenigen seiner Werke, die bis heute regelmäßig aufgeführt werden. Bruch war zu Lebzeiten zwar ähnlich angesehen wie Johannes Brahms, verlor nach seinem Tod im Jahr 1920 aber jedoch schnell an Ansehen und Präsenz.

## Entstehung
Das Werk entstand in den Jahren 1866 bis 1868. Gewidmet wurde es dem bedeutenden Geiger Joseph Joachim, der auch Solist der Uraufführung war. Er hatte Bruch vorher bei der Ausgestaltung des Soloparts beraten.  Das Konzert bietet dem Solisten an einigen Stellen die Möglichkeit, Virtuosität zu demonstrieren. Eine erste Fassung des Werkes wurde zum Niederrheinischen Musikfest 1866 fertiggestellt; die zweite und heutige gültige Fassung beendete Bruch im Jahr 1868.

## Zur Musik

### 1. Satz: Introduktion, Allegro moderato
Der erste Satz, von Bruch als Vorspiel bezeichnet, hat einen stark rhapsodischen Charakter. Eröffnet wird er mit einem pianissimo Paukenwirbel. Auf diesen folgt das zunächst von den Holzbläsern vorgetragene lyrische Hauptthema. Die Solovioline beginnt anschließend bereits das Thema zu bearbeiten und einige Improvisationen vorzutragen. Einem kurzen Orchestertremolo folgt der erste eigentliche Solopart der Violine. Nach einiger Zeit führt Bruch ein B-Dur-Seitenthema in den Satz ein. Es folgt ein kurzer durchführungsähnlicher Teil, der den Höhepunkt des Satzes einleitet. Dieser besteht aus einem vorandrängenden Orchestertutti (Un poco piu vivo). Die Reprise bringt ein Wechselspiel von Solovioline und Orchester, in dem das Thema leicht verändert wird. Das Orchester leitet nun direkt in den zweiten Satz über.

### 2. Satz: Adagio
Das lyrische Adagio ist der zentrale Satz des Werkes. Der höchst einfühlsame und innige Satz ist einer Romanze nachempfunden. Er beginnt direkt mit dem gesanglichen und elegischen Hauptthema. Die Solovioline entwickelt mit leiser Orchesterbegleitung ein lyrisches Kantilenenspiel. Hier wird der melodische Erfindungsspielraum Bruchs besonders deutlich. Der empfindsame Satz steigert sich langsam über den melodischen und ebenfalls lyrisch-elegischen Seitengedanken. In der Mitte des Satzes folgt ein Wechsel nach Ges-Dur. Diese leichte musikalische Verschiebung bewirkt eine Veränderung des Klangbildes. Mit weiteren dynamischen Steigerungen wird das Klangbild schließlich zu einem hellen Es-Dur entwickelt. Ein letztes Mal erklingt das träumerische Hauptthema, bevor der ergreifende Satz langsam verklingt.

### 3. Satz: Finale, Allegro energico
Das Finale ist von tänzerischem Charakter und steht größtenteils in G-Dur. Die Orchestereinleitung stellt das leidenschaftliche und populär gewordene Hauptthema vor. Der rhythmische Kerngedanke des Satzes wird allmählich entwickelt und erstrahlt schließlich im Fortissimo. Der Solist hat dieses Thema mit oft anspruchsvollem Doppelgriffspiel zu bewältigen. Im weiteren Verlauf des Satzes umspielt und variiert die Solovioline das Hauptthema. Auch wird ein festliches und kompaktes Seitenthema durch die Violine eingeführt. Den Abschluss des majestätisch wirkenden Satzes bildet eine virtuose Presto-Stretta, vorgetragen vom Orchester und dem Solisten.

## Wirkung
Die (wohl nicht mehr erhaltene) erste Fassung des Violinkonzertes wurde am 24. April 1866 unter der Leitung des Komponisten mit Otto von Königslöw als Solisten in Koblenz uraufgeführt. Auf Anraten Hermann Levis erarbeitete Bruch mit Joseph Joachim eine revidierte Fassung, wobei er insbesondere die beiden Ecksätze veränderte. Mit Joachim als Solisten wurde diese Fassung erstmals am 5. Januar 1868 unter Leitung von Carl Martin Reinthaler in Bremen gespielt. Eine weitere Aufführung mit ihm fand 1868 auf dem Niederrheinischen Musikfest an Pfingsten 1868 in Köln statt.
Das erste Violinkonzert Bruchs hat einen ähnlichen Stellenwert wie die Violinkonzerte von Johannes Brahms und Felix Mendelssohn Bartholdy. Die ausdrucksstarke Melodik, die Klangschönheit und die klare Struktur des Werkes begründen seine anhaltende Beliebtheit bei Solisten und Zuhörern.
Anfangs war Max Bruch erfreut über den Erfolg seines Konzerterstlings. Im Lauf der Zeit wurde dieser Erfolg jedoch zur Belastung, da die gesamte Aufmerksamkeit der Öffentlichkeit sich nun auf das erste Violinkonzert konzentrierte und Bruchs restliche Musik, auch das zweite und das dritte Violinkonzert, vernachlässigt wurden. So schrieb Bruch an seinen Verleger:

„Nichts gleicht der Trägheit, Dummheit, Dumpfheit vieler deutscher Geiger. Alle vierzehn Tage kommt einer und will mir das erste Concert vorspielen: ich bin schon grob geworden und habe zu Ihnen gesagt: ‚Ich kann dieses Concert nicht mehr hören – habe ich vielleicht nur dieses eine Concert geschrieben? Gehen Sie hin und spielen Sie endlich einmal die anderen Concerte, die ebenso, wenn nicht besser sind!‘“

1893 schrieb er gar eine Xenie, in der er ein Verbot des Konzerts forderte:

„Da sich in neuester Zeit das erstaunliche Factum ereignet, / Daß die Geigen von selbst spielten das erste Konzert, / Machen wir schleunigst bekannt zur Beruhigung ängstlicher Seelen, / Daß wir besagtes Concert hierdurch verbieten mit Ernst.“

Im Jahr 1911 entschloss sich Bruch, da er Geld brauchte, die Originalhandschrift des Violinkonzerts zu verkaufen. Kaufversuche durch den Violinisten Eugène Ysaÿe sowie einer amerikanischen Gruppe, die das Manuskript der National Library in Washington stiften wollte, scheiterten. Im April 1920, kurz vor Bruchs Tod, übergab er die Partitur den Schwestern Rose und Ottilie Sutro, die es in den USA verkaufen und den Erlös Bruch schicken sollten, der diesen auf Grund der Inflation nach dem Ersten Weltkrieg gut gebrauchen konnte. Im Dezember 1920 – Bruch war inzwischen gestorben – bekamen seine Kinder Ewald und Margarethe den Erlös aus unbekannter Quelle in wertlosen, deutschen Papierlappen ausbezahlt. Der Verbleib der Partitur blieb unbekannt, die Sutro-Schwestern verweigerten schroff jede Auskunft. Später konnten Ewald und Margarethe Bruch einen deutsch-amerikanischen Musikverleger ausfindig machen, der die Partitur kurz zuvor verkauft hatte; der Käufer hatte jedoch seine Anonymität zur Bedingung gemacht. Inzwischen ist das Rätsel um die Partitur geklärt. Die Sutro-Schwestern hatten diese im Jahr 1949 an den New Yorker Händler Walter Schatzki verkauft, der sie im Auftrag von Mary Flagler Cary erwarb. Nach deren Tod im Jahr 1967 wurde ihre Sammlung einschließlich der Partitur der Mary Flagler Cary Collection der Pierpont Morgan Library gestiftet.